# Montipora mactanensis
Montipora mactanensis là một loài san hô trong họ Acroporidae. Loài này được Nemenzo mô tả khoa học năm 1979.